# Mark Walsham
Mark Walsham (* 21. Juli 1962 in Chesterfield (Derbyshire)) ist ein ehemaliger britischer Radrennfahrer und nationaler Meister im Radsport.

## Sportliche Laufbahn
Walsham war im Straßenradsport und im Bahnradsport aktiv. Er begann im Verein „Chesterfield Spire“ mit dem Radsport. Von 1985 bis 1998 war er Berufsfahrer, immer in britischen und US-amerikanischen Radsportteams.
Er gewann eine Reihe von traditionsreichen britischen Eintagesrennen, so den Archer Grand Prix 1984, das Tom Simpson Memorial 1986, 1987 sowie 1998, den Grand Prix of Wales 1987, den Sheffield Grand Prix und den Nottingham Grand Prix 1988, die Tour of the Cotswolds 1993 (1994 2. Platz), den Hatfield Grand Prix, die Beaumont Trophy und den Lincoln Grand Prix 1995. Mit dem Manx International siegte Walsham 1984 in dem international bedeutendsten britischen Eintagesrennen, 1993 wurde er dort Zweiter hinter Brian Smith. Im britischen Milk Race gewann er 1988, 1989, 1991, 1993 Etappen. Weitere Tageserfolge holte er in internationalen Etappenrennen wie 1993 in der Niederösterreich-Rundfahrt und in der Vuelta a Guatemala 1996. Dazu kamen weitere Etappensiege in kürzeren britischen Rundfahrten. Insgesamt gewann Walsham in seiner Karriere mehr als 200 Rennen.
1988 gewann Walsham die nationale Meisterschaft im Kriterium vor Jonathan Walsham, 1987 und 1991 war er Dritter und 1989 Zweiter geworden. In der Straßenmeisterschaft 1994 kam er auf den 3. Platz, 1989 wurde er Vizemeister hinter Tim Harris, 1997 hinter Jeremy Hunt. 1983 kam er in der Tour of the North auf den 2. Platz. Bei den Commonwealth Games 1994 kam Walsham auf den 6. Platz im Straßenrennen. In der Internationalen Friedensfahrt 1996 wurde er 78. Auf der Bahn wurde Walsham 1986 Dritter der nationalen Meisterschaft im Sprint. 1998 trat er vom Radsport zurück.